# Institut pro veřejné záležitosti
Nadace Institut pro veřejné záležitosti (Instytut Spraw Publicznych - ISP) je polské nestátní a nezávislé analyticko–výzkumné středisko. Institut zahájil svou činnost v roce 1995 a jeho cílem je zajištěni vědeckého a intelektuálního základu pro modernizace státu a debat, které se v Polsku točí.
Předsedkyní Výkonného orgánu Institutu pro veřejné záležitosti a také jeho ředitelkou je prof. dr. hab. Lena Kolarska-Bobińska. Programovým ředitelem dr. Jacek Kucharczyk.

## Úspěchy
V uznání zásluh pro polský veřejný život v listopadu 2001 Institut pro veřejné záležitosti získal speciální cenu a titul „Instituce roku 2001”, kapitulou soutěže Pro Publico Bono, která funguje pod patronátem mluvčího občanských práv. Široký mezinárodní ohlas získaly knihy ISP o polských reformách "Druhá vlna polských reforem" a "Čtyři reformy". V speciální obšírné vložce na téma Polsky britský deník "The Economist" citoval anglickou verzi "Druhé vlny" jako jeden ze třech hlavních zdrojů informaci (kolem raportu OECD a knihy prof. Normana Daviesa). Institut pro veřejné záležitosti byl jednou s nejvíce aktivních nestátních organizaci při přípravě referenda o vstupu do EU a v referendální kampani.[zdroj?] Nejdůležitějším úspěchem bylo propracováni koncepce dvoudenního hlasování, kterého zavedení umožnilo dosazení konstitučního požadavku 50% frekvence. Činnosti vedené ISP zavedly k změně zákona o referendech. Volená tým pádem veřejná debata měla velmi důležitou úlohu aby lidé získali svědomí váhy frekvenci při tímto referendu. Jedním z důležitých úspěchů ISP bylo také zavedení tematiky občanské participace při Fóru Budoucnosti Rady Evropy.

## Aktivita
Institut provádí četné výzkumy, připravuje expertizy a rekomendace, které se tykají základních otázek veřejného života. Je také organizátorem četných konferenci a seminářů. S Institutem spolupracuje mnoho výzkumných pracovníků z vědeckých center v celým Polsku a veřejných pracovníků politických a společných.
Výsledky projektu jsou publikovány ve formě knih a raportu. Publikace té jsou rozšiřovaný mezi velvyslanci-posly a senátory, clený vlády a administrace, a také mezi novináři a veřejnými pracovníky nestátních organizaci.

## Cíle a úkoly
Mezi hlavni úkoly a cíle ISP patří
- realizace výzkumných projektů použitelných v praxi veřejného života
- předkládání a zobecňování propozici změn systémových
- iniciovaní veřejných debat
- signalizování ohrožení kvality veřejného života
- budování plošin mezi prostředím vědců, politiků, novináři a společenských veřejných pracovníků

## Více
Institut pro veřejné záležitosti patři mezi členy mnoha struktur, které sdružují nestatní organizace, jak například PASOS, EPIN, EuroMeSCo network, NDRI nebo Grupa Zagranica.